# Wola Rogowska
Wola Rogowska – wieś w Polsce położona w województwie małopolskim, w powiecie tarnowskim, w gminie Wietrzychowice.
| SIMC    | Nazwa      | Rodzaj     |
| ------- | ---------- | ---------- |
| 1051672 | Borek      | część wsi  |
| 1051710 | Gacisko    | część wsi  |
| 1051726 | Gęsiarnia  | część wsi  |
| 1051732 | Jagodniki  | przysiółek |
| 1051755 | Lipie      | część wsi  |
| 1051778 | Polanka    | osada      |
| 1051850 | Wałowa     | część wsi  |
| 1051880 | Zawierzbie | część wsi  |

W latach 1975–1998 miejscowość administracyjnie należała do województwa tarnowskiego.
Wola Rogowska ma nazwę wywodzącą się, jak innych 1533 takich nazw w Polsce, od dobrodziejstwa wolnizny, tj. ziemi oddawanej od XIII w. osadnikom do uprawy, ze zwolnieniem ich na pewną liczbę lat, zazwyczaj kilkanaście, od wszelkich służb, czynszów, danin, robót i powinności na rzecz dziedzica. Do nazwy Wola dodano nazwę dóbr, gdzie Wolę założono. Od XVI – XVIII w. Wola Rogowska wchodziła z czterema innymi wioskami lewobrzeżnej Wisły w skład parafii Rogów. Pierwsza wzmianka źródłowa dotycząca Woli Rogowskiej pochodzi z 1508 roku. W 1526 roku miała dwa łany, młyn o jednym kole i karczmę. Na pewno w 1777 roku jej właścicielem (także Demblina Nowopola i nowo nabytych Pałuszyc), był bratanek podkanclerzego koronnego herbu Leliwa Franciszek Wodzicki. W 1855 r. stanowiła własność Łucji Przerębskiej, a w pięć lat później Zofii Wysockiej i hrabiny Jadwigi Załuskiej. Zofia Wysocka została samodzielną i ostatnią właścicielką wioski od roku 1897. W 1939 roku Wola Rogowska liczyła 1100 mieszkańców jednak wskutek migracji ludności do miast i poza granice kraju, dzisiaj wioska liczy około 500 osób. Obszar jaki obecnie zajmuje to 741,03 ha. Wieś otoczona wodami Wisły i Kisieliny wabi ciszą, intymnością, nieskażoną przyrodą oraz małymi urokliwymi miejscami, w których czas się zatrzymał zachowując klimat dawnych dni. Klimat zachodniej części Kotliny Sandomierskiej w której leży Wola Rogowska, zaliczany jest do jednego z najcieplejszych w Polsce. Wyróżnia go najdłuższy okres wegetacyjny, słabe przewietrzenie dolin rzecznych, największa ilość cisz, przewaga wiatrów nie wentylacyjnych i wysokie sumy nasłonecznienia. Długoletnie obserwacje potwierdziły, że warunki klimatyczne są szczególnie korzystne dla rolnictwa. Położenie wioski z dala od dużych ośrodków przemysłowych i brak lokalnych zakładów sprawia, że środowisko naturalne jest nieskażone, co sprzyja produkcji czystych ekologicznie płodów rolnych. Miejscowości ta znana jest z tradycyjnych produktów polskiego rolnictwa, wysokiego standardu życia mieszkańców, ożywionych kontaktów z Polonią Zagraniczną oraz życzliwym nastawieniem dla inwestorów i gości. Usytuowanie miejscowości oraz mały spadek terenu (teren równinny) sprawia, że przez miejscowość przechodzą rowy melioracyjne odprowadzające wodę ze swoich terenów jak również z pobliskich terenów Jagodnik i Natkowa do Wisły przez znajdującą się tu przepompownie o wydajności pomp 2780 litrów/s, i obszarze oddziaływania 3500 ha. Naturalnymi zbiornikami wód na terenach zalewowych, między wałami Wisły i Kisieliny są obszary porośnięte wikliną. W zaroślach tych można dostrzec wiele gatunków ptactwa. Piaszczysta plaża rozciągająca się wzdłuż brzegu Wisły, stanowi doskonałe warunki do odpoczynku i zażywania kąpieli słonecznych wśród ciszy i otaczającej ją terenów nieskażonej przyrody. Amatorzy zdrowych rybek mogą zaspokoić swoje pragnienia poddając się rozkoszy wędkowania. Atrakcją są również liczne, zabytkowe krzyże i figury przydrożne. Pomimo niewielkiej obszarowo miejscowości na jej terenie znajduje się szkoła podstawowa im. Stanisława Miłkowskiego, Ochotnicza Straż Pożarna, Dom Ludowy, Klub Sportowy „Nadwiślanka”, Sklepy Spożywcze oraz Kościół parafialny pw” Wniebowstąpienia Pańskiego”. Mieszkańcy w dawnych czasach jako parafia, należeli do leżącej po drugiej stronie Wisły wsi Rogów. Do tamtejszej parafii przeprawiali się łodziami. Od czasu zaborów chodzili do kościoła w Wietrzychowicach. Tak było do II wojny światowej. Wtedy zrodził się pomysł zbudowania własnego kościoła. W 1945 roku powołano komitet budowy kościoła i zabrano się do pracy. Świątynię oddano do kultu Bożego w 1951 roku, a 6 lat później zamieszkał przy parafii pierwszy rektor kościoła ks. Antoni Kowalski. Parafia została erygowana w 1971 roku.
Podczas powodzi 17 maja 2010 pękły wały na rzece Uszwica w Kwikowie zalewając między innymi Księże Kopacze.